# Hubert Salentin-Museum
Das Hubert Salentin-Museum ist ein 2024 eröffnetes Museum im nordrhein-westfälischen Zülpich, das den Gemälden von Hubert Salentin gewidmet ist, einem Genremaler der Düsseldorfer Malerschule. Es vereint die Gemälde der Salentin-Sammlung der Manfred Vetter-Stiftung mit der Sammlung der Stadt Zülpich. 

## Hintergrund der Sammlung

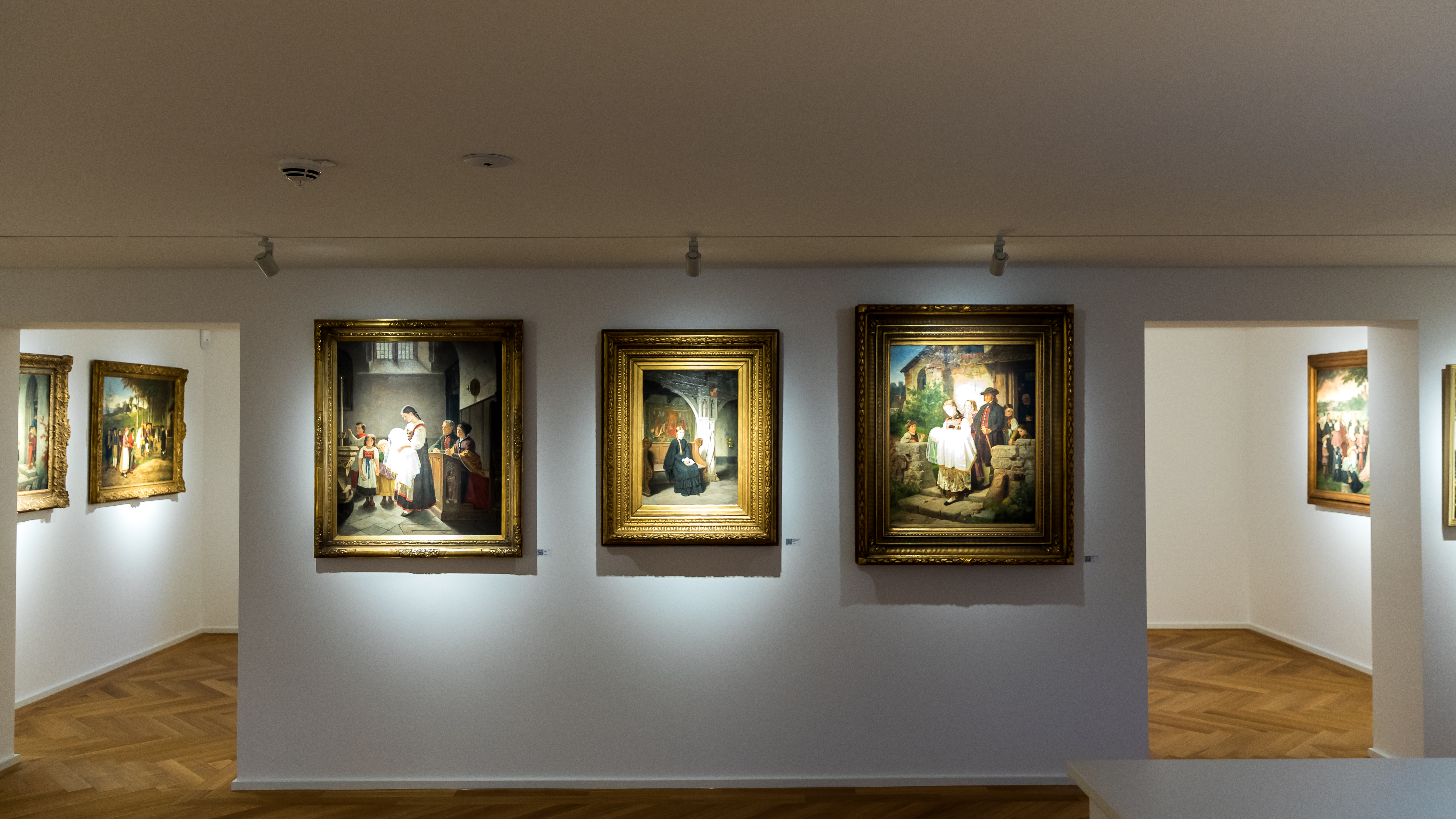
Raum im Obergeschoss

Der in Zülpich geborene Hubert Salentin lebte als Maler in Düsseldorf; seine Heimatstadt verlieh ihm 1901 die Ehrenbürgerschaft. Der 1907 ins Amt gekommene Bürgermeister Josef Zander pflegte in den letzten Lebensjahren des Künstlers einen intensiven Kontakt zu Salentin. Anlässlich der Eröffnung des städtischen Museums in Zülpich, das zunächst provisorisch im Rathaus eingerichtet wurde, schenkte Salentin der Stadt 1909 eine Reihe von Gemälden, darunter die Kapuzinerpredigt sowie 21 Porträts seiner Schwarzwaldstudien aus dem Jahr 1853. Testamentarisch vermachte er der Stadt weitere Gemälde aus seinem Atelier. Als die Ausstellung des Museums 1920 ins Propsteigebäude auf dem Mühlenberg umzog, verblieben die Salentin-Gemälde vorerst im Rathaus, bis sie 1930/1931 im Museum einen „Salentin-Saal“ erhielten.  Seit 1996 wurde ein Großteil der Gemälde ausgelagert, um Raum für anderweitige Nutzungen zu schaffen.
Juliane B. Vetter und ihr Mann, der Unternehmer Manfred Vetter (1936–2014), der sich in Zülpich unter anderem Kunst, Kultur und Denkmalschutz förderten, sammelten ebenfalls Gemälde von Salentin. Die 2001 gegründete Manfred Vetter-Stiftung für Kunst und Kultur förderte darüber hinaus die Restaurierung Salentin-Werken in städtischem Besitz und kaufte weitere Werke hinzu. Auch das Werkverzeichnis des Malers, das aus der Dissertation von Mayme Neher hervorging, wurde von der Stiftung herausgegeben.
Direkt gegenüber dem Geburtshaus des Malers an der Münsterstraße erwarb die Vetter-Stiftung schließlich ein Gebäude, das kernsaniert wurde und nach drei Jahren als erstes Salentin-Museum eröffnet werden konnte. Einnahmen aus Wohnungsmieten im selben Gebäude sollen zur Finanzierung des Museums beitragen. Die Stadt Zülpich überließ der Vetter-Stiftung als Trägerin ihren Bestand von 45 Gemälden als Dauerleihgabe.

## Museum

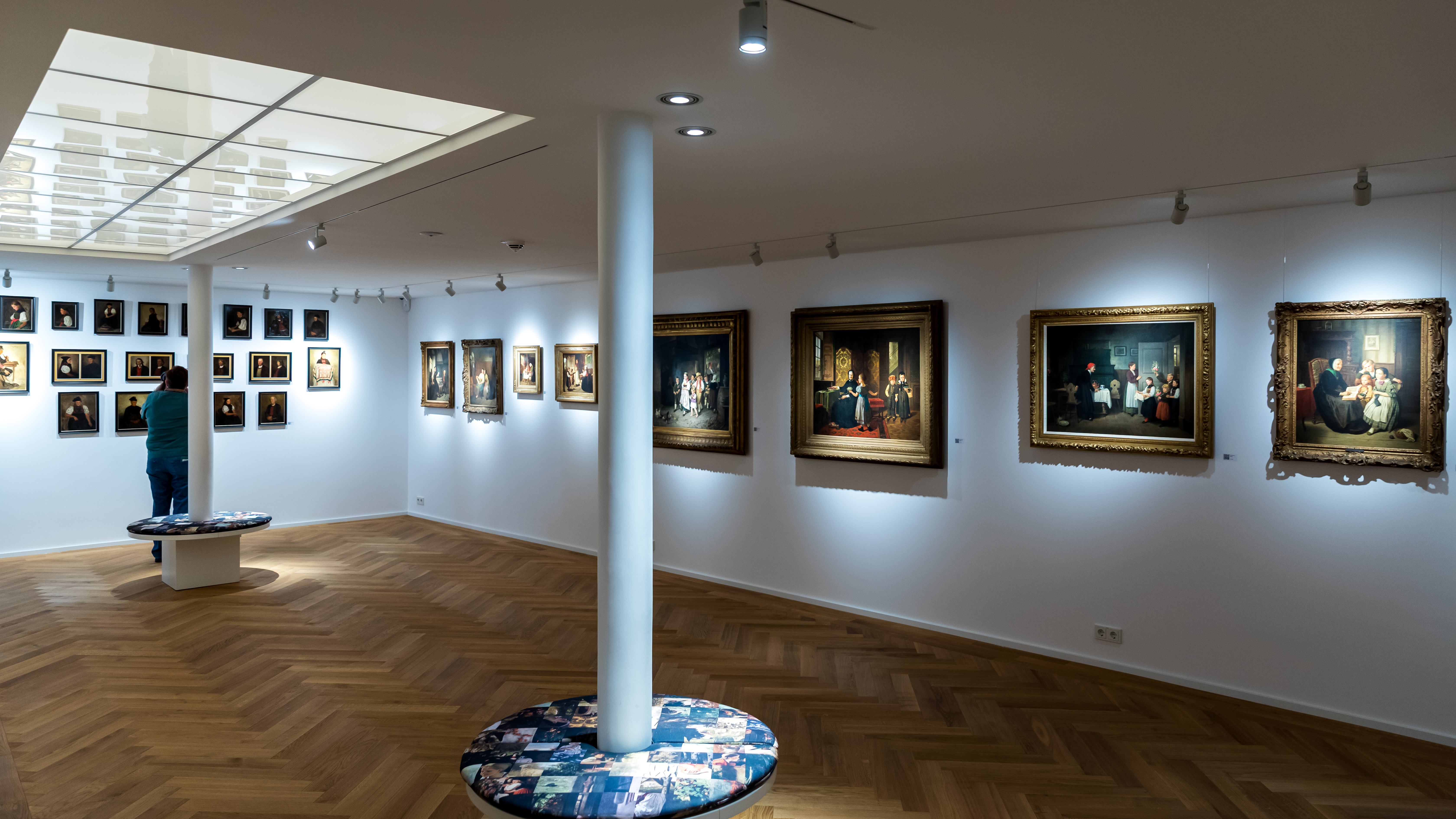
Erdgeschoss

Das Museum erstreckt sich auf zwei Etagen, die barrierefrei erreichbar sind. Schon im Eingangsbereich hängen einige Werke sowie ein Porträt des Malers. Die eigentliche Ausstellung eröffnet mit den Schwarzwaldstudien, die am Beginn von Salentins Werk stehen, sowie den bäuerlich-ländlichen Szenerien, etwa Der neue Schmiedelehrling oder Großmutters Geburtstag. Das Obergeschoss ist den eher sakralen Motiven gewidmet. 
Das Museum ist samstags und sonntags geöffnet und organisiert neben der Ausstellungstätigkeit auch regelmäßig Vortragsveranstaltungen. 